# Chrysobothris fragariae
Chrysobothris fragariae är en skalbaggsart som beskrevs av Fisher 1930. Chrysobothris fragariae ingår i släktet Chrysobothris och familjen praktbaggar. Inga underarter finns listade i Catalogue of Life.